# Musse Kirke
Musse Kirke er en kirke på Lolland. Kirken består af et romansk kor og skib og betragtes som en af de ældste på Lolland. Stedet har muligvis allerede før år 1000 været samlingssted i Musse Herred. Kirken blev dog allerede fra reformationen annekskirke til Døllefjelde Kirke.

## Inventar
- Døbefonten er fra ca. 1900
- Prædikestolen er fra ca. 1625 og minder om den i Døllefjelde Kirke
- Altertavlen er fra ca. 1585
- En kristusfigur fra et korbuekrucifix findes på Lolland-Falsters Stiftsmuseum i Maribo.

## Eksterne kilder og henvisninger
- Otto Norn: Danmarks kirker, Maribo Amt b. 2
- Musse Kirke hos KortTilKirken.dk
- Musse Kirke hos danmarkskirker.natmus.dk (Danmarks Kirker, Nationalmuseet)